# Lionel Syne
Lionel Syne (* 18. Mai 1976 in Stavelot) ist ein ehemaliger belgischer Straßenradrennfahrer.
Lionel Syne gewann 2002 zwei Etappen bei der Tour du Faso. Im nächsten Jahr fuhr er für das Webcor Cycling Team, wo er jeweils Dritter beim Merced Downtown Criterium, beim Ward’s Ferry Road Race und beim Tuolumne Township Criterium wurde. Noch im selben Jahr wechselte er zum Marco Polo Cycling Team. Dort gewann er 2004 zwei Etappen bei der Tour of Sri Lanka. Bei der Tour du Faso gewann er 2006 und 2007 jeweils eine Etappe und im Jahr 2008 war er zweimal erfolgreich. 2009 gewann er fünf Etappen der Tour de Faso und wurde Achter der Gesamtwertung.

## Erfolge
2002
- zwei Etappen Tour du Faso

2006
- eine Etappe Tour du Faso

2007
- eine Etappe Tour du Faso

2008
- zwei Etappen Tour du Faso

2009
- fünf Etappen Tour du Faso

## Teams
- 2003 Webcor Cycling Team
- 2003 Marco Polo Cycling Team
- 2004 Marco Polo Cycling Team